# 石井国次
石井 国次（いしい くにじ、1874年（明治7年）11月3日 - 1954年（昭和29年）3月3日）は、日本の教育者。宮中顧問官。

## 経歴
茨城県出身。1899年（明治32年）、東京高等師範学校文科を卒業し、1901年（明治34年）に同校研究科を卒業した。翌年より学習院教授となり、初等科長を務めた。1936年（昭和11年）に退官した後は、宮中顧問官に任命された。
1908年（明治41年）に裕仁親王（後の昭和天皇）が学習院初等科に入学すると、卒業までの6年間主管を務めた。次いで東宮御学問所が設置されると、御用掛を兼務した。墓所は多磨霊園。

## 著書
- 『戦時教育 国民の覚悟』（冨山房、1904年）

## 栄典
- 1940年（昭和15年）8月15日 - 紀元二千六百年祝典記念章[4]